# Prokuratura Generalna Ukrainy
Prokuratura Generalna Ukrainy (ukr. Офіс Генерального прокурора) – najwyższa jednostka organizacyjna prokuratury Ukrainy.
Jej zadania to nadzór nad pracą prokuratur niższego szczebla oraz zaskarżanie do sądów decyzji niezgodnych z prawem, ściganie przestępstw, pomoc prawną społeczeństwu oraz branie udziału w procesie legislacyjnym jako czynnik opiniodawczy. Działa w oparciu o Konstytucję Ukrainy.
Na jej czele (jak i całej Prokuratury) stoi Prokurator Generalny, którego powołuje i odwołuje Prezydent Ukrainy za zgodą Rady Najwyższej Ukrainy na 6-letnią kadencję. Nie może on ponownie sprawować tej funkcji.

## Prokuratorzy Generalni Ukrainy
- Wiktor Szyszkin (1993–1995)
- Hryhorij Worsinow (1995–1997)
- Ołeh Łytwak (1997–1998)
- Mychajło Potybeńko (1998–2002)
- Swiatosław Piskun (2002–2003)
- Hennadij Wasyliew (2003–2004)
- Swiatosław Piskun (2004–2005)
- Ołeksandr Medwiedko (2005–2007)
- Swiatosław Piskun (2007)
- Wiktor Szemczuk (2007)
- Ołeksandr Medwiedko (2007–2010)
- Wiktor Pszonka (2010–2014)
- Ołeh Machnicki (2014)
- Witalij Jarema (2014–2015)
- Wiktor Szokin (2015–2016)
- Jurij Łucenko (12 maja 2016 – 29 sierpnia 2019)
- Rusłan Riaboszapka (29 sierpnia 2019 – 5 marca 2020)
- Wiktor Czumak (6–17 marca 2020)
- Iryna Wenediktowa (17 marca 2020 – 17 lipca 2022)
- Aleksiej Simonenko (p.o.) (17 lipca 2022 – 27 lipca 2022)
- Andrij Kostin (od 27 lipca 2022)